# 55 East Erie
55 East Erie is een wolkenkrabber in Chicago, Verenigde Staten. Het gebouw staat op 55 East Erie Street. De bouw van de woontoren begon in juni 2001 en werd in 2004 voltooid. Het gebouw bereikte zijn hoogste punt op 6 juni 2003, de honderdste verjaardag van de componist Aram Chatsjatoerjan.

## Ontwerp
55 East Erie is 197,15 meter hoog en telt 56 verdiepingen. Het is door Fujikawa Johnson & Associates en Searl & Associates Architects, PC is postmodernistische stijl ontworpen en bevat 194 woningen.
Het gebouw bevat naast woningen onder andere een parkeergarage, een fitnesscentrum en een zwembad. De eerste plannen van het gebouw bevatten een aantal luchtbogen rondom de liftopbouw. Maar het plan werd tijdens de constructie geschrapt.